# Famille von Bornstedt
La famille von Bornstedt, également Bornstädt, est une famille noble de Magdebourg.

## Histoire

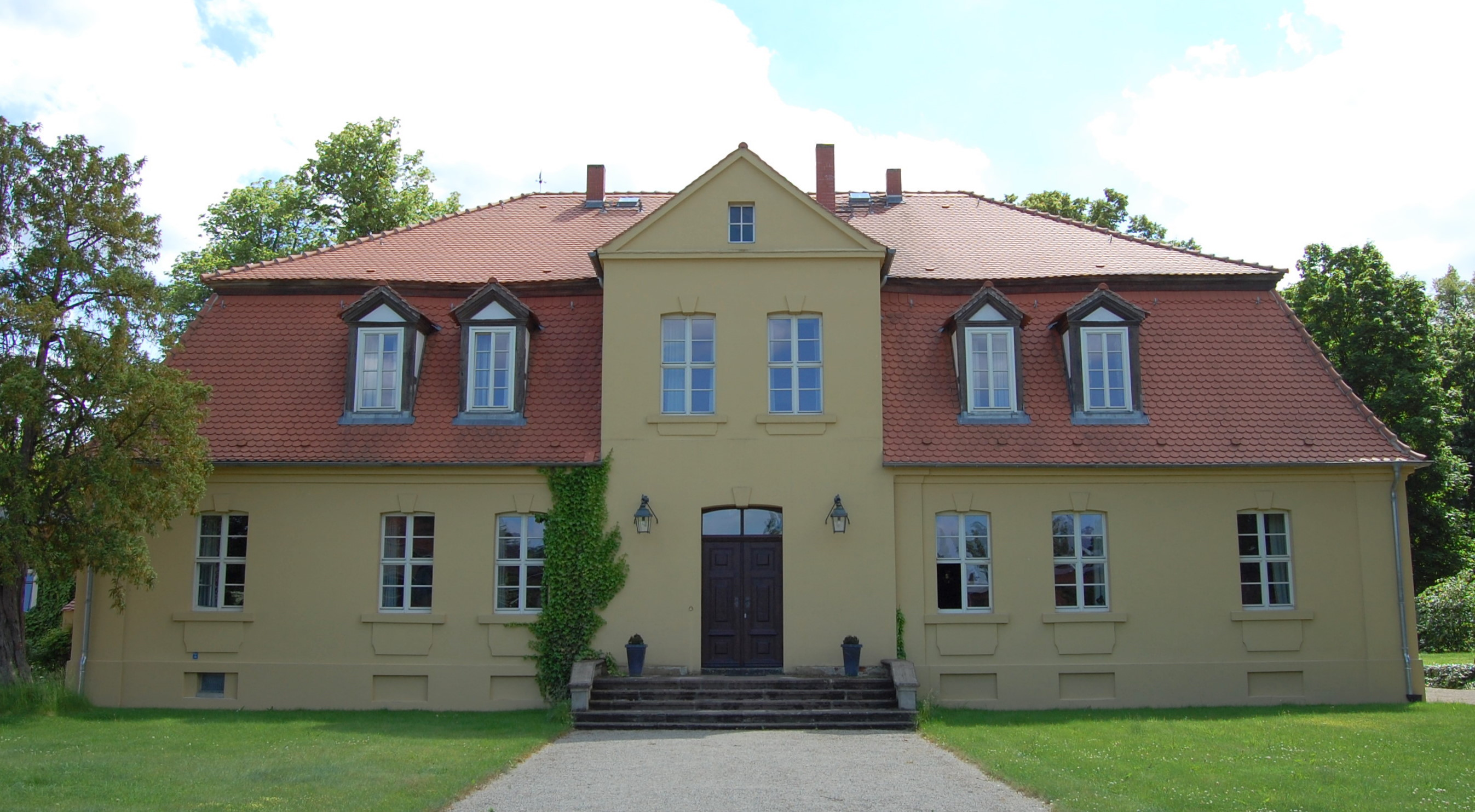

La famille s'appelle Bornstedt d'après son siège ancestral près de Neuhaldensleben, qui est documentée dans la famille au plus tard en 1363 et apparaît pour la première fois dans des documents avec Hermann von Bornstedt, moine de l'abbaye de Hillersleben en 1232, et Heinrich von Bornstedt, 1237-1247.
La famille est également propriétaire à Hornhausen (1650) et Oschersleben (1670), Klein Rottmersleben et Tundersleben (1311) et Vollenschier (de) (1734-1800) dans les environs de Magdebourg. Dans le Mecklembourg, Jessenitz (1818-1845) et Wessin (1808-1817) font partie des propriétés. De là, les Bornstedt se sont également étendus au Danemark.

## Familles de Magdebourg et de Thuringe

### Association familiale
Avec les von Bornstaedt (de), qui appartiennent à l'aristocratie primitive de Thuringe, une association généalogique globale est fondée le 16 octobre 1913 à Berlin

### Anoblissements
Conrad Emanuel von Bornstädt, greffier au tribunal de Moravie, reçoit la lettre de noblesse à Prague le 18 avril 1648, puis la chevalerie impériale à Vienne le 17 avril 1669 et l'inkolat le 21 février 1672, avec EH Kneschke fait référence aux incertitudes concernant la propagation réelle en Silésie et en Moravie et l'amalgame multiple avec les Bornstaedt (de).
En Haute-Silésie, le château de Guttentag et le manoir de Skronskau (arrondissement de Rosenberg)  appartiennent à Bernhard Heinrich von Bornstedt (mort en 1752) et à son fils Friedrich Leopold Ludwig von Bornstedt ainsi qu'à son fils Carl et à son petit-fils Joseph. Leurs armoiries sont toutefois, conformément au tableau d'ouverture de l'ordre de Saint-Jean, celles des Bornstaedt (de) de Thuringe (avec un mur crénelé et un brise-mur).

## Personnalités
- Adelbert von Bornstedt (de) (1807-1851), journaliste et révolutionnaire
- August Gottlieb von Bornstedt (de) (1698-1772), général de division prussien[6]
- Bernhard Heinrich von Bornstedt (1693-1752), lieutenant général prussien
- Dietrich Eugen Philipp von Bornstedt (de) (1726-1793), lieutenant général prussien
- Emil von Bornstedt (de) (1804-1885), lieutenant général prussien
- Gustav Max von Bornstedt, 1757 Pour Le Mérite en tant que capitaine d'état-major[7]
- Hans Ehrentreich von Bornstedt (de) (1722-1807), lieutenant général prussien
- Heinrich Ehrentreich von Bornstedt, lieutenant général en Saxe
- Maximillian von Bornstedt, major[8], chevalier de l' Ordre de Pour le Mérite
- Wolff Assmus von Bornstedt, conseiller du gouvernement de Kurbrandenburg Privy-Neumark, 1686 chancelier de l'Ordre, 1687 commandeur (Ordre de Saint-Jean) à Werben[9]

## Armes

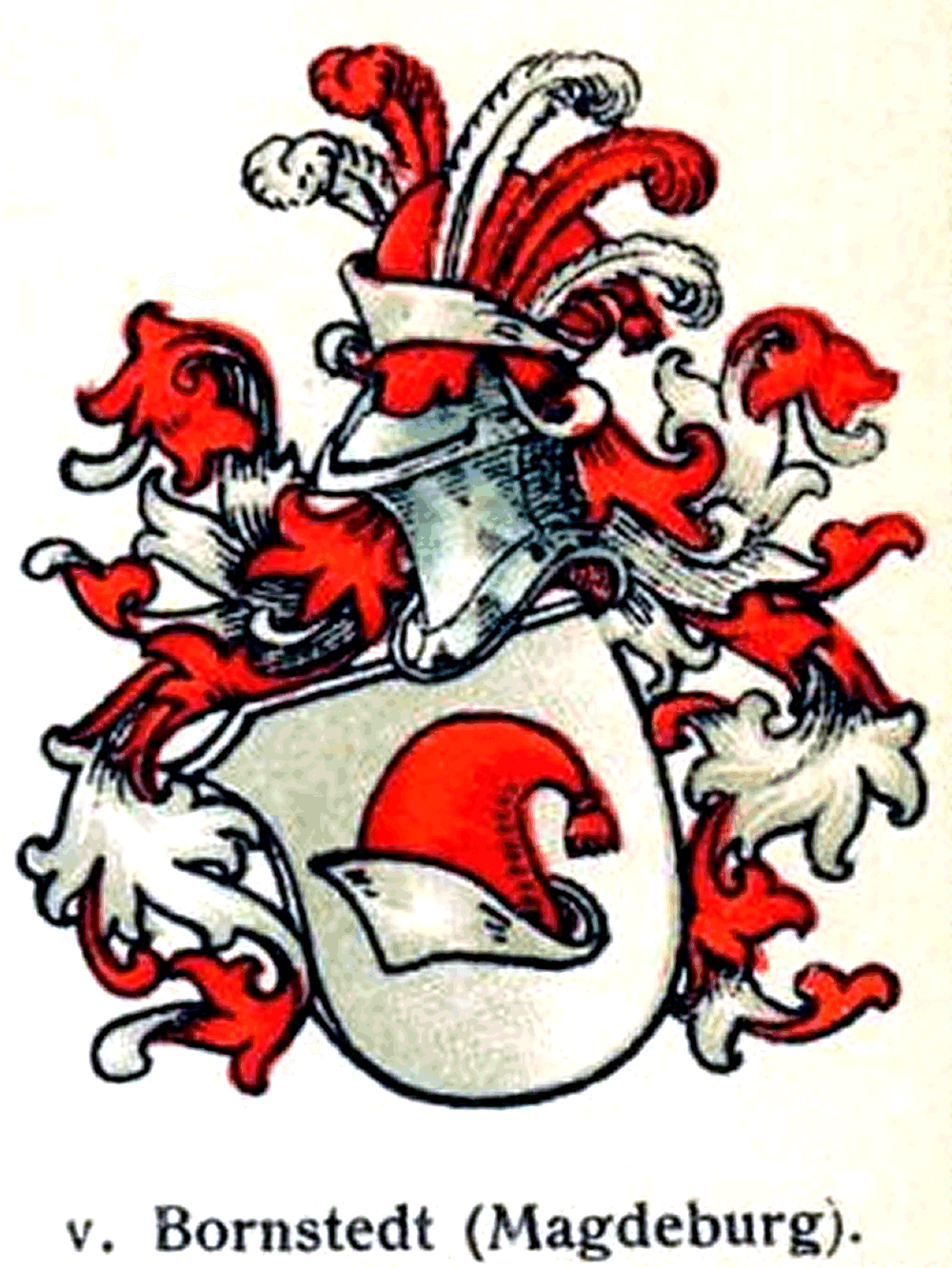
Armoiries des von Bornst(a)edt de Magdebourg

Les armoiries de la famille montrent une casquette tatare rouge en argent. Sur le casque recouvert de rouge et d'argent se trouve une calotte ornée de cinq plumes d'autruche (argent ou or, rouge, argent, rouge et argent ou or) comme sur l'écu.

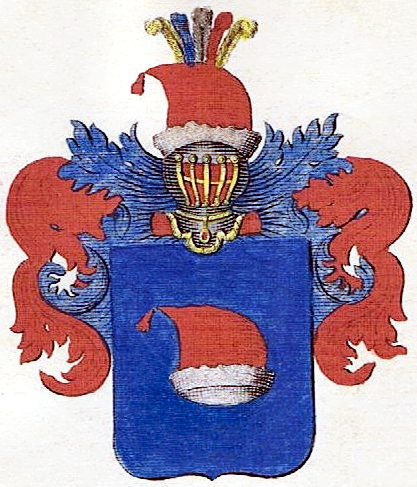
Armureries des Bornstädt en Silésie et dans les Marches
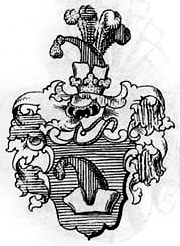
Armoiries des Bornstädt en Moravie, 1669

Le fait que les parties argentées des armoiries aient également été représentées en bleu est une adoption erronée de la décoloration de la teinte argentée d'origine due à l'oxydation en une couleur bleuâtre